# Židovský hřbitov v Mostaru
Židovský hřbitov v Mostaru (bosensky Jevrejsko groblje u Mostaru) je kulturní památka nacházející se v jihobosenském městě Mostaru. Hřbitov se nachází 5 km severně od centra města, v místní části Sutina, v blízkosti silnice, která vede z Mostaru k metropoli Bosny a Hercegoviny, Sarajevu. 
Hřbitov tvoří tzv. ležící náhrobky. Nejstarší náhrobky, které se v areálu židovského hřbitova nacházejí, pocházejí z 90. let 19. století.
Hřbitov provozovala sefardská komunita mostarských Židů, kteří žili v jižní Bosně již od 16. století (když byli do Osmanské říše pozváni po vyhnání z Pyrenejského poloostrova. Až do období rakousko-uherské okupace Bosny a Hercegoviny neexistovaly o hřbitově žádné záznamy. V roce 1890 byl předán do správy tehdejší zřízené židovské obci. O tři roky později jej město Mostar chtělo nechat zrušit a v blízkosti dnešního bazénu zřídit nový hřbitov, který by sloužil pro věřící všech náboženství (tj. jak židovství, tak i katolíky a muslimy). Přestože se místní samospráva rozhodla hřbitov přesunout, tento krok nikdy nebyl učiněn. 
V roce 1996 byl značně zpustošený hřbitov obnoven za finanční pomoci EU. V roce 1999 zde byl umístěn i památník, připomínající oběti druhé světové války z řad mostarských Židů.